# Olympische Jugend-Winterspiele 2016/Teilnehmer (Russland)
| Gelbes Symbol für Goldmedaillen mit stilisierten Olympischen Ringen | Graues Symbol für Silbermedaillen mit stilisierten Olympischen Ringen | Braundes Symbol für Bronzemedaillen mit stilisierten Olympischen Ringen |
| ------------------------------------------------------------------- | --------------------------------------------------------------------- | ----------------------------------------------------------------------- |
| 7                                                                   | 8                                                                     | 9                                                                       |

Russland nahm an den Olympischen Jugend-Winterspielen 2016 im norwegischen Lillehammer mit 72 Athleten in allen 15 Sportarten teil.

## Medaillen
Mit sieben gewonnenen Gold-, acht Silber- und neun Bronzemedaillen belegte das russische Team Platz 3 im Medaillenspiegel.

## Sportarten

### Biathlon
| Athleten                                                                         | Wettbewerb           | Zeit (Schießfehler) | Rang   |
| -------------------------------------------------------------------------------- | -------------------- | ------------------- | ------ |
| Jungen                                                                           |                      |                     |        |
| Said Karimulla Chalili                                                           | 7,5 km Sprint        | 19:46,1 min (2)     | 6      |
| Said Karimulla Chalili                                                           | 10 km Verfolgung     | 29:28,4 min (3)     | Bronze |
| Jegor Tutmin                                                                     | 7,5 km Sprint        | 19:19,5 min (2)     | Bronze |
| Jegor Tutmin                                                                     | 10 km Verfolgung     | 29:21,4 min (5)     | Silber |
| Mädchen                                                                          |                      |                     |        |
| Anastassija Chaliullina                                                          | 6 km Sprint          | 19:27,2 min (2)     | 12     |
| Anastassija Chaliullina                                                          | 7,5 km Verfolgung    | 29:39,8 min (10)    | 31     |
| Jekaterina Ponedelko                                                             | 6 km Sprint          | 19:50,8 min (2)     | 17     |
| Jekaterina Ponedelko                                                             | 7,5 km Verfolgung    | 26:32,1 min (3)     | 9      |
| Gemischt                                                                         |                      |                     |        |
| Jekaterina Ponedelko Jegor Tutmin                                                | Single Mixed-Staffel | 41:50,3 min (3+13)  | Bronze |
| Jekaterina Ponedelko Anastassija Chaliullina Said Karimulla Chalili Jegor Tutmin | Mixed-Staffel        | 1:21:00,7 h (2+15)  | 5      |

### Bob
| Athleten            | Wettbewerb | Durchgang 1 | Durchgang 1 | Durchgang 2 | Durchgang 2 | Gesamt      | Gesamt |
| Athleten            | Wettbewerb | Zeit        | Rang        | Zeit        | Rang        | Zeit        | Rang   |
| ------------------- | ---------- | ----------- | ----------- | ----------- | ----------- | ----------- | ------ |
| Jungen              |            |             |             |             |             |             |        |
| Maxim Iwanow        | Monobob    | 56,93 s     | 1           | 57,51 s     | 5           | 1:54,44 min | Silber |
| Mädchen             |            |             |             |             |             |             |        |
| Valentina Bologowa  | Monobob    | 59,25 s     | 7           | 59,43 s     | 7           | 1:58,68 min | 7      |
| Anastassija Dudkina | Monobob    | 59,87 s     | 11          | 59,55 s     | 10          | 1:59,42 min | 12     |

### Curling
| Athleten                                                             | Wettbewerb | Gruppenrunde | Gruppenrunde | Viertelfinale          | Viertelfinale | Halbfinale         | Halbfinale | Spiel um Bronze | Spiel um Bronze | Spiel um Bronze |
| Athleten                                                             | Wettbewerb | Siege        | Niederlagen  | Gegner                 | Ergebnis      | Gegner             | Ergebnis   | Gegner          | Ergebnis        | Rang            |
| -------------------------------------------------------------------- | ---------- | ------------ | ------------ | ---------------------- | ------------- | ------------------ | ---------- | --------------- | --------------- | --------------- |
| Gemischt                                                             |            |              |              |                        |               |                    |            |                 |                 |                 |
| German Doronin, Nadeschda Karelina, Sergei Maximow, Marija Archipowa | Team       | 7            | 0            | Vereinigtes Königreich | 9:5           | Vereinigte Staaten | 6:8        | Schweiz         | 3:11            | 4               |

### Eishockey

#### Jungen
| Russland | Spieler Gleb Babinzew, Alexander Chowanow, Maxim Deneschkin, Grigori Denissenko, Georgi Dubrowski, Wladislaw Kotkow, Pawel Kuptschichin, Anton Malyschew, Amir Miftachow, Kirill Nischnikow, Pawel Rotenberg, Alexander Schabrejew, Bogdan Schiljakow, Daniil Schurawljow, Iljas Sitdikow, Jegor Sokolow, Andrei Swetschnikow |

Gruppenphase
| Pl. |                    | Sp | S | OTS | OTN | N | Tore  | Punkte |
| 1.  | Kanada             | 4  | 3 | 0   | 0   | 1 | 18:07 | 9      |
| 2.  | Vereinigte Staaten | 4  | 3 | 0   | 0   | 1 | 18:07 | 9      |
| 3.  | Russland           | 4  | 2 | 1   | 0   | 1 | 21:09 | 8      |
| 4.  | Finnland           | 4  | 1 | 0   | 1   | 2 | 14:11 | 4      |
| 5.  | Norwegen           | 4  | 0 | 0   | 0   | 4 | 01:38 | 0      |

 Halbfinale 
| 19. Februar 2016 20:00 Uhr | Vereinigte Staaten Jacob Pivonka (19:41) Jake Wise (43:18) T. J. Walsh (44:30) | 3:0 (0:0, 1:0, 2:0) | Russland | Youth Hall, Lillehammer |

 Spiel um Platz 3 
| 20. Februar 2016 20:00 Uhr | Russland Daniil Schurawljow (8:28) Kirill Nischnikow (16:00) Jegor Sokolow (28:45) Grigori Denissenko (29:43) Wladislaw Kotkow (30:16) Alexander Chowanow (42:21) | 6:2 (1:1, 3:1, 2:0) | Finnland Rasmus Kupari (0:30) Jesperi Kotkaniemi (24:15) | Kristins Hall, Lillehammer |

### Eiskunstlauf
| Athleten                                | Wettbewerb | Kurzprogramm | Kurzprogramm | Free Skating/Dance | Free Skating/Dance | Gesamt | Gesamt |
| Athleten                                | Wettbewerb | Punkte       | Rang         | Punkte             | Rang               | Punkte | Rang   |
| --------------------------------------- | ---------- | ------------ | ------------ | ------------------ | ------------------ | ------ | ------ |
| Jungen                                  |            |              |              |                    |                    |        |        |
| Dmitri Alijew                           | Einzel     | 67,24        | 5            | 142,53             | 2                  | 209,77 | Bronze |
| Mädchen                                 |            |              |              |                    |                    |        |        |
| Marija Sotskowa                         | Einzel     | 53,40        | 8            | 116,10             | 2                  | 169,50 | Silber |
| Polina Zurskaja                         | Einzel     | 58,65        | 4            | 127,39             | 1                  | 186,04 | Gold   |
| Paar                                    |            |              |              |                    |                    |        |        |
| Jekaterina Borissowa Dmitri Sopot       | Paar       | 60,80        | 2            | 107,86             | 1                  | 168,66 | Gold   |
| Alina Ustimkina Nikita Wolodin          | Paar       | 56,38        | 3            | 96,39              | 3                  | 152,77 | Bronze |
| Anastassija Schpilewaja Grigori Smirnow | Eistanz    | 57,93        | 1            | 83,95              | 1                  | 141,88 | Gold   |
| Anastassija Skopzowa Kirill Aljoschin   | Eistanz    | 57,75        | 2            | 76,87              | 3                  | 134,62 | Bronze |

### Eisschnelllauf
| Athleten          | Wettbewerb  | Durchgang 1 | Durchgang 1 | Durchgang 2 | Durchgang 2 | Gesamt      | Gesamt |
| Athleten          | Wettbewerb  | Zeit        | Rang        | Zeit        | Rang        | Zeit        | Rang   |
| ----------------- | ----------- | ----------- | ----------- | ----------- | ----------- | ----------- | ------ |
| Jungen            |             |             |             |             |             |             |        |
| Dmitri Filimonow  | 500 m       | 37,54 s     | 12          | 36,83 s     | 2           | 74,381 s    | 67     |
| Dmitri Filimonow  | 1500 m      |             |             |             |             | 1:54,22 min | 6      |
| Dmitri Filimonow  | Massenstart |             |             |             |             | 5:55,85 min | 19     |
| Issa Ismailow     | 500 m       | 37,49 s     | 11          | 37,40 s     | 11          | 74,89 s     | 11     |
| Issa Ismailow     | 1500 m      |             |             |             |             | 1:56,66 min | 14     |
| Issa Ismailow     | Massenstart |             |             |             |             | 5:53,39 min | 10     |
| Mädchen           |             |             |             |             |             |             |        |
| Sofija Napolskich | 500 m       | 41,81 s     | 14          | 41,68 s     | 12          | 83,49 s     | 14     |
| Sofija Napolskich | 1500 m      |             |             |             |             | 2:07,18 min | 7      |
| Sofija Napolskich | Massenstart |             |             |             |             | 5:57,51 min | 16     |
| Jelena Samkowa    | 500 m       | 41,74 s     | 13          | 41,59 s     | 11          | 83,345 s    | 13     |
| Jelena Samkowa    | 1500 m      |             |             |             |             | 2:10,45 min | 14     |
| Jelena Samkowa    | Massenstart |             |             |             |             | 5:58,43 min | 18     |

### Freestyle-Skiing

#### Halfpipe
| Athleten         | Wettbewerb | Finale       | Finale       | Finale       | Finale           | Finale |
| Athleten         | Wettbewerb | Durchgang 1  | Durchgang 2  | Durchgang 3  | Bester Durchgang | Rang   |
| ---------------- | ---------- | ------------ | ------------ | ------------ | ---------------- | ------ |
| Jungen           |            |              |              |              |                  |        |
| Wladimir Galaiko | Halfpipe   | 48,20 Punkte | 27,40 Punkte | 55,40 Punkte | 55,40 Punkte     | 8      |
| Mädchen          |            |              |              |              |                  |        |
| Lana Prussakowa  | Halfpipe   | 52,40 Punkte | 55,60 Punkte | 49,20 Punkte | 55,60 Punkte     | 6      |

#### Skicross
| Athleten     | Wettbewerb | Qualifikation | Qualifikation | Vorlauf | Vorlauf | Halbfinale         | Finale             |
| Athleten     | Wettbewerb | Zeit          | Rang          | Punkte  | Rang    | Position           | Position           |
| ------------ | ---------- | ------------- | ------------- | ------- | ------- | ------------------ | ------------------ |
| Jungen       |            |               |               |         |         |                    |                    |
| Kirill Bagin | Skicross   | 45,22 s       | 13            | 9       | 11      | nicht qualifiziert | nicht qualifiziert |
| Mädchen      |            |               |               |         |         |                    |                    |
| Dana Wowk    | Skicross   | 47,04 s       | 6             | 11      | 11      | nicht qualifiziert | nicht qualifiziert |

#### Slopestyle
| Athleten        | Wettbewerb | Finale       | Finale       | Finale           | Finale |
| Athleten        | Wettbewerb | Durchgang 1  | Durchgang 2  | Bester Durchgang | Rang   |
| --------------- | ---------- | ------------ | ------------ | ---------------- | ------ |
| Mädchen         |            |              |              |                  |        |
| Lana Prussakowa | Slopestyle | 77,00 Punkte | 21,60 Punkte | 77,00 Punkte     | Gold   |

### Nordische Kombination
| Athleten      | Wettbewerb                    | Skispringen | Skispringen | Skispringen | Skispringen   | Langlauf    | Langlauf |
| Athleten      | Wettbewerb                    | Weite       | Punkte      | Rang        | Zeitrückstand | Zeit        | Rang     |
| ------------- | ----------------------------- | ----------- | ----------- | ----------- | ------------- | ----------- | -------- |
| Jungen        |                               |             |             |             |               |             |          |
| Witali Iwanow | Normalschanze / 5 km Langlauf | 88,0 m      | 105,0       | 12          | 1:47 min      | 15:16,5 min | 12       |

| Athleten                                                                 | Wettbewerb                             | Skispringen | Skispringen | Skispringen   | Langlauf    | Langlauf |
| Athleten                                                                 | Wettbewerb                             | Punkte      | Rang        | Zeitrückstand | Zeit        | Rang     |
| ------------------------------------------------------------------------ | -------------------------------------- | ----------- | ----------- | ------------- | ----------- | -------- |
| Gemischt                                                                 |                                        |             |             |               |             |          |
| Sofja Tichonowa Witali Iwanow Maxim Sergejew Maija Jakunina Igor Fedotow | Team Skispringen/Nordische Kombination | 349,6       | 4           | 0:35 min      | 26:16,9 min | Gold     |

### Rennrodeln
| Athleten                                | Wettbewerb   | Durchgang 1 | Durchgang 1 | Durchgang 2 | Durchgang 2 | Gesamt       | Gesamt |
| Athleten                                | Wettbewerb   | Zeit        | Rang        | Zeit        | Rang        | Zeit         | Rang   |
| --------------------------------------- | ------------ | ----------- | ----------- | ----------- | ----------- | ------------ | ------ |
| Jungen                                  |              |             |             |             |             |              |        |
| Jewgeni Petrow                          | Einsitzer    | 47,979 s    | 2           | 48,177 s    | 8           | 1:36,156 min | 6      |
| Wsewolod Kaschkin Konstantin Korschunow | Doppelsitzer | 52,896 s    | 4           | 52,896 s    | 2           | 52,896 s     | Bronze |
| Mädchen                                 |              |             |             |             |             |              |        |
| Tatjana Zwetowa                         | Einsitzer    | 53,324 s    | 5           | 53,282 s    | 5           | 1:46,606 min | 4      |
| Olessja Michailenko                     | Einsitzer    | 53,315 s    | 4           | 53,299 s    | 6           | 1:46,614 min | 5      |

| Athleten                                                                   | Wettbewerb  | Mädchen  | Mädchen | Junge    | Junge | Doppel   | Doppel | Gesamt       | Gesamt |
| Athleten                                                                   | Wettbewerb  | Zeit     | Rang    | Zeit     | Rang  | Zeit     | Rang   | Zeit         | Rang   |
| -------------------------------------------------------------------------- | ----------- | -------- | ------- | -------- | ----- | -------- | ------ | ------------ | ------ |
| Gemischt                                                                   |             |          |         |          |       |          |        |              |        |
| Olessja Michailenko Jewgeni Petrow Wsewolod Kaschkin Konstantin Korschunow | Teamstaffel | 56,953 s | 2       | 57,571 s | 2     | 58,184 s | 3      | 2:52,708 min | Silber |

### Shorttrack
| Athleten             | Wettbewerb | Viertelfinale | Viertelfinale | Halbfinale         | Halbfinale         | Finale             | Finale             |
| Athleten             | Wettbewerb | Zeit          | Rang          | Zeit               | Rang               | Zeit               | Rang               |
| -------------------- | ---------- | ------------- | ------------- | ------------------ | ------------------ | ------------------ | ------------------ |
| Jungen               |            |               |               |                    |                    |                    |                    |
| Pawel Sitnikow       | 500 m      | 42,652 s      | 2             | 42,652 s           | 3                  | 42,731 s           | 5                  |
| Pawel Sitnikow       | 1000 m     | PEN           | PEN           | nicht qualifiziert | nicht qualifiziert | nicht qualifiziert | nicht qualifiziert |
| Mädchen              |            |               |               |                    |                    |                    |                    |
| Jelisaweta Kusnezowa | 500 m      | 46,696 s      | 3             | 46,755 s           | 1                  | 46,755 s           | 9                  |
| Jelisaweta Kusnezowa | 1000 m     | 1:47,402 min  | 2             | 1:37,689 min       | 3                  | 1:42,378 min       | 7                  |
| Angelina Tarassowa   | 500 m      | 48,093 s      | 2             | 48,287 s           | 4                  | 47,861 s           | 4                  |
| Angelina Tarassowa   | 1000 m     | PEN           | PEN           | nicht qualifiziert | nicht qualifiziert | nicht qualifiziert | nicht qualifiziert |

### Skeleton
| Athleten               | Durchgang 1 | Durchgang 1 | Durchgang 2 | Durchgang 2 | Gesamt      | Gesamt |
| Athleten               | Zeit        | Rang        | Zeit        | Rang        | Zeit        | Rang   |
| ---------------------- | ----------- | ----------- | ----------- | ----------- | ----------- | ------ |
| Jungen                 |             |             |             |             |             |        |
| Alischer Mamedow       | 54,57 s     | 7           | 54,54 s     | 7           | 1:49,11 min | 7      |
| Jewgeni Rukossujew     | 53,92 s     | 1           | 53,38 s     | 1           | 1:47,30 min | Gold   |
| Mädchen                |             |             |             |             |             |        |
| Marija Surowzewa       | 57,29 s     | 14          | 56,81 s     | 11          | 1:54,10 min | 12     |
| Alina Tararytschenkowa | 56,77 s     | 9           | 56,42 s     | 6           | 1:53,19 min | 8      |

### Ski Alpin
| Jungen                 |              |             |     |                    |                    |                    |                    |
| Alexei Konkow          | Super-G      |             |     |                    |                    | 1:12,80 min        | 20                 |
| Alexei Konkow          | Riesenslalom | 1:19,29 min | 8   | 1:20,95 min        | 21                 | 2:40,24 min        | 12                 |
| Alexei Konkow          | Slalom       | DNF         | DNF | nicht qualifiziert | nicht qualifiziert | nicht qualifiziert | nicht qualifiziert |
| Alexei Konkow          | Kombination  | 1:13,07 min | 10  | 42,90 s            | 15                 | 1:55,97 min        | 12                 |
| Mädchen                |              |             |     |                    |                    |                    |                    |
| Anastassija Silantjewa | Super-G      |             |     |                    |                    | 1:17,08 min        | 22                 |
| Anastassija Silantjewa | Riesenslalom | DNF         | DNF | nicht qualifiziert | nicht qualifiziert | nicht qualifiziert | nicht qualifiziert |
| Anastassija Silantjewa | Slalom       | 58,48 s     | 17  | 53,65 s            | 16                 | 1:52,13 min        | 16                 |
| Anastassija Silantjewa | Kombination  | 1:16,09 min | 12  | 46,88 s            | 18                 | 2:02,97 min        | 14                 |

| Athleten                             | Wettbewerb     | Achtelfinale  | Viertelfinale    | Halbfinale    | Finale            | Finale |
| Athleten                             | Wettbewerb     | Ergebnis      | Ergebnis         | Ergebnis      | Ergebnis          | Rang   |
| ------------------------------------ | -------------- | ------------- | ---------------- | ------------- | ----------------- | ------ |
| Gemischt                             |                |               |                  |               |                   |        |
| Anastassija Silantjewa Alexei Konkow | Teamwettbewerb | Italien 4 – 0 | Slowenien 2+ – 2 | Kanada 2+ – 2 | Deutschland 1 – 3 | Silber |

### Skilanglauf
| Athleten             | Wettbewerb       | Qualifikation | Qualifikation | Viertelfinale | Viertelfinale | Halbfinale         | Halbfinale         | Finale             | Finale             |
| Athleten             | Wettbewerb       | Zeit          | Rang          | Zeit          | Rang          | Zeit               | Rang               | Zeit               | Rang               |
| -------------------- | ---------------- | ------------- | ------------- | ------------- | ------------- | ------------------ | ------------------ | ------------------ | ------------------ |
| Jungen               |                  |               |               |               |               |                    |                    |                    |                    |
| Igor Fedotow         | Cross            | 3:23,58 min   | 34            |               |               | nicht qualifiziert | nicht qualifiziert | nicht qualifiziert | nicht qualifiziert |
| Igor Fedotow         | Sprint klassisch | 3:05,58 min   | 10            | 3:02,68 min   | 2             | 2:59,85 min        | 4                  | nicht qualifiziert | nicht qualifiziert |
| Igor Fedotow         | 10 km Freistil   |               |               |               |               |                    |                    | 23:59,2 min        | Bronze             |
| Jaroslaw Rybotschkin | Cross            | 3:18,82 min   | 28            |               |               | 3:11,18 min        | 4                  | nicht qualifiziert | nicht qualifiziert |
| Jaroslaw Rybotschkin | Sprint klassisch | 3:10,09 min   | 22            | 3:23,76 min   | 6             | nicht qualifiziert | nicht qualifiziert | nicht qualifiziert | nicht qualifiziert |
| Jaroslaw Rybotschkin | 10 km Freistil   |               |               |               |               |                    |                    | 24:17,1 min        | 6                  |
| Mädchen              |                  |               |               |               |               |                    |                    |                    |                    |
| Maija Jakunina       | Cross            | 3:37,72 min   | 5             |               |               | 3:34,31 min        | 2                  | 3:34,31 min        | 6                  |
| Maija Jakunina       | Sprint klassisch | 3:39,14 min   | 14            | 3:39,18 min   | 5             | nicht qualifiziert | nicht qualifiziert | nicht qualifiziert | nicht qualifiziert |
| Maija Jakunina       | 5 km Freistil    |               |               |               |               |                    |                    | 12:58,8 min        | Gold               |
| Julija Petrowa       | Cross            | 3:43,94 min   | 9             |               |               | 3:38,17 min        | 4                  | 3:42,46 min        | 10                 |
| Julija Petrowa       | Sprint klassisch | 3:31,55 min   | 2             | 3:30,46 min   | 1             | 3:27,24 min        | 1                  | 3:21,95 min        | Silber             |
| Julija Petrowa       | 5 km Freistil    |               |               |               |               |                    |                    | 14:50,5 min        | 24                 |

### Skispringen
| Athleten        | Wettbewerb    | Erste Runde | Erste Runde | Erste Runde | Finale | Finale | Finale | Gesamt | Gesamt |
| Athleten        | Wettbewerb    | Weite       | Punkte      | Rang        | Weite  | Punkte | Rang   | Punkte | Rang   |
| --------------- | ------------- | ----------- | ----------- | ----------- | ------ | ------ | ------ | ------ | ------ |
| Jungen          |               |             |             |             |        |        |        |        |        |
| Maxim Sergejew  | Normalschanze | 92,5 m      | 112,2       | 9           | 89,5 m | 107,0  | 7      | 218,2  | 8      |
| Mädchen         |               |             |             |             |        |        |        |        |        |
| Sofja Tichonowa | Normalschanze | 97,0 m      | 123,0       | 2           | 92,5 m | 114,6  | 3      | 237,6  | Silber |

| Athleten                                     | Wettbewerb               | Erste Runde | Erste Runde | Finale | Finale | Gesamt | Gesamt |
| Athleten                                     | Wettbewerb               | Punkte      | Rang        | Punkte | Rang   | Punkte | Rang   |
| -------------------------------------------- | ------------------------ | ----------- | ----------- | ------ | ------ | ------ | ------ |
| Gemischt                                     |                          |             |             |        |        |        |        |
| Maxim Sergejew Witali Iwanow Sofja Tichonowa | Mixed-Team Normalschanze | 328,2       | 4           | 324,8  | 4      | 653,0  | 4      |

### Snowboard

#### Snowboardcross
| Athleten                | Wettbewerb     | Qualifikation | Qualifikation | Vorlauf | Vorlauf | Halbfinale | Finale   |
| Athleten                | Wettbewerb     | Zeit          | Rang          | Punkte  | Rang    | Position   | Position |
| ----------------------- | -------------- | ------------- | ------------- | ------- | ------- | ---------- | -------- |
| Jungen                  |                |               |               |         |         |            |          |
| Wassili Loktew-Sagorski | Snowboardcross | 49,56 s       | 7             | 13      | 8       | 4          | 6        |
| Mädchen                 |                |               |               |         |         |            |          |
| Kristina Paul           | Snowboardcross | 49,73 s       | 3             | 18      | 3       | 4          | 5        |

#### Slopestyle
| Athleten           | Wettbewerb | Finale       | Finale       | Finale           | Finale |
| Athleten           | Wettbewerb | Durchgang 1  | Durchgang 2  | Bester Durchgang | Rang   |
| ------------------ | ---------- | ------------ | ------------ | ---------------- | ------ |
| Jungen             |            |              |              |                  |        |
| Wladislaw Chadarin | Slopestyle | 84,25 Punkte | 90,25 Punkte | 90,25 Punkte     | Silber |
| Mädchen            |            |              |              |                  |        |
| Sofja Fjodorowa    | Slopestyle | 63,00 Punkte | 41,00 Punkte | 63,00 Punkte     | 9      |

#### Teamwettbewerb Ski/Snowboardcross
| Athleten                                                     | Wettbewerb                        | Viertelfinale | Halbfinale         | Finale             |
| Athleten                                                     | Wettbewerb                        | Position      | Position           | Position           |
| ------------------------------------------------------------ | --------------------------------- | ------------- | ------------------ | ------------------ |
| Gemischt                                                     |                                   |               |                    |                    |
| Kristina Paul Wassili Loktew-Sagorski Dana Wowk Kirill Bagin | Teamwettbewerb Ski/Snowboardcross | 3             | nicht qualifiziert | nicht qualifiziert |